# Raoul Dutheil
Raoul Duteil, né le 18 octobre 1903 à Saïda et mort le 3 avril 1945 à Troyes, est un footballeur français évoluant au poste d'attaquant.

## Carrière
Raoul Dutheil évolue à l'AS Cannes lorsqu'il connaît sa première et unique sélection en équipe de France de football. Il affronte le 14 avril 1929 lors d'un match amical l'équipe d'Espagne de football. Les Français s'inclinent lourdement sur le score de huit buts à un. Il remporte avec Cannes son seul titre national, la Coupe de France de football 1931-1932, en battant en finale le RC Roubaix sur le score d'un but à zéro.